# Okolofutbola
Okolofutbola (în rusă: Околофутбола) este un film rusesc din 2013, regizat de Anton Bormatov. Filmul este bazat pe evenimente reale și prezintă povestea unei grupări de huligani fotbalistici.

## Coloana sonoră
- Motorhead — Smiling Like a Killer 2:46
- Weloveyouwinona - Anyway 4.37
- Сергей Старостин и Татьяна Ларина (Святослав Курашов - музыка) — Речка 2:30
- Bad Style — Time Back 4:04
- Kasabian — Club Foot 3:34
- Arctic Monkeys — Old Yellow Bricks 3:13
- Filter — Happy Together 3:03
- Bassnectar — Pennywise Tribute 4:35
- Male Factors — ХулиганSKAя 3:44
- 25/17 п.у. Саграда — Внутри разбитой головы 3:44
- ЯйцЫ Fаберже — Все на футбол! 3:01
- Clown's Ball — Жизнь на московских окраинах 2:44
- Clown's Ball — A.C.A.B. 1:45
- Feduk – Околофутбола 1:56
- E.S. Posthumus — Moonlight Sonat 5:30